# Чобанов, Марлен Бургандинович
Марлен Бургандинович Чобанов (укр. Марлен Бургандінович Чобанов; род. 10 октября 2000) — украинский и узбекистанский футболист, защитник клуба «Пахтакор».

## Клубная карьера
Воспитанник ташкентского «Пахтакора», переехавший впоследствии на Украину. Играл в детско-юношеской футбольной лиге Украины за киевские команды «Арсенал» (2015—2016), Олимпийский колледж имени Ивана Поддубного (2017) и «Оболонь» (2018—2019). В сезоне 2018/19 был признан лучшим защитником ДЮФЛ в возрастной категории до 19 лет. В 2018 году стал победителем юношеского чемпионата для игроков до 19 лет среди команд первой лиги, а в 2019 году играл в финале четырёх.
В сезоне 2019/20 начал выступать за «Оболонь-2» во Второй лиге Украины. Впервые в футболке команды сыграл 27 июля 2019 года в матче против «Диназа» (1:0). Всего за «Оболонь-2» футболист играл в течение полугода.
Во второй половине 2020 года Чобанов начал тренироваться вместе с «Пахтакором». После окончания контракта с украинским клубом в январе 2021 года он заключил с «Пахтакором» двухлетнее соглашение. В клубе Чобанов получил годичную зарплату в 482,8 млн узбекских сумов (44,8 тысяч долларов). 12 мая 2021 года дебютировал в чемпионате Узбекистана в игре с «Кокандом 1912» (3:0). В первом же сезоне в команде Чобанов также дебютировал в Лиге чемпионов АФК.

## Карьера в сборной
Вызывался в стан юношеской сборной Узбекистана до 14 лет.
В ноябре 2021 года Сречко Катанец впервые вызвал Чобанов в стан национальной сборной Узбекистана на тренировочный сбор.